# Иванов, Ардалион Васильевич
Ардалио́н Васи́льевич Ивано́в (1805—1878) — русский филолог, переводчик и драматург.

## Биография
Сын мемуариста Василия Михайловича Иванова родился в 1805 году.
В 1815–1822 годах воспитывался в Горном кадетском корпусе; в 1828 году действительным студентом окончил историко-филологический факультет Императорского Санкт-Петербургского университета. Сначала служил в департаменте полиции.
Со 2 мая 1829 года преподавал в Горном корпусе латинский язык, а с 1835 года в Училище правоведения преподавал русский и латинский языки. Вышел в отставку в 1853 году.
Как преподаватель и автор учебных пособий А. В. Иванов решался во многих случаях отступать от авторитетного филолога первой половины XIX века Н. И. Греча.
Ему принадлежат: «Правила латинской этимологии» (1832), «Русская грамматика» (СПб., 1834, выдержала около 20 изданий), «Программа русской грамматики и оснований словесности» (1841), «Сборник сочинений в прозе и стихах для упражнений в русском языке» (1851 и 1857). Кроме учебников Иванов переделал с французского языка несколько драматических произведений и издавал «Драматический альманах», сотрудничал в «Литературной газете» (1841).
Умер 25 января (6 февраля) 1878 года. Был похоронен на Пятницком кладбище города Вышний Волочёк; в метрической книге о погребении 15 февраля 1878 года записано: «Привезённое из сельца Софьино Новгородского губернии Боровичского уезда тело умершего статского советника Ардалиона Васильевича Иванова 73 лет».